# Albrighton (Bridgnorth)
Pour les articles homonymes, voir Albrighton.
Albrighton est un village du Royaume-Uni, situé dans le comté de Shropshire en Angleterre. Sa population était de 265 habitants en 2011.